# Еклак
Еклак (нім. Ecklak) — громада в Німеччині, розташована в землі Шлезвіг-Гольштейн. Входить до складу району Штайнбург. Складова частина об'єднання громад Вільстермарш.
Площа — 15,59 км2. Населення становить 293 ос. (станом на 31 грудня 2020).